# トロンプ・ルイユ

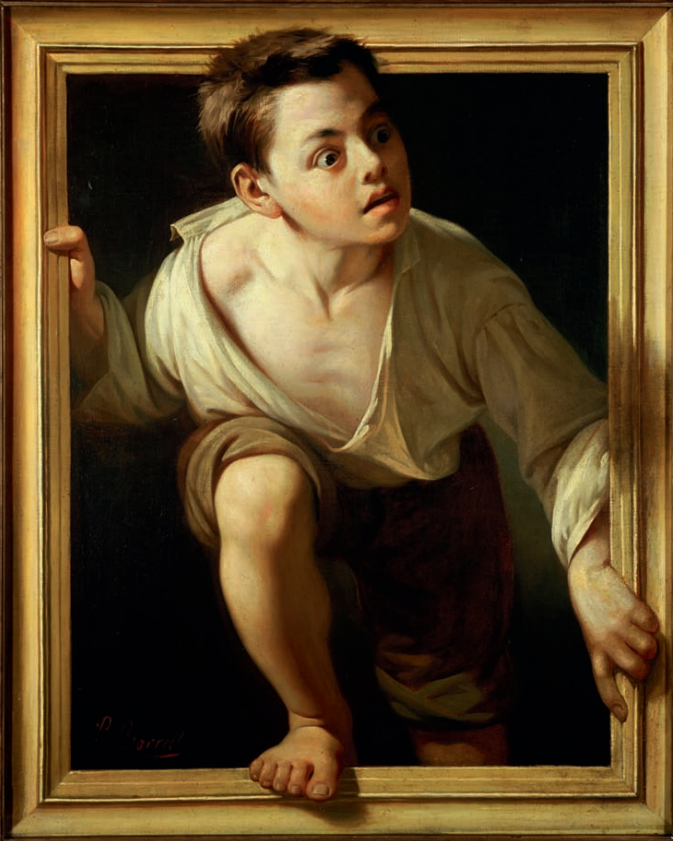
額縁まで手描きし、人物が絵の中から飛び出してくるように見える。「非難からの逃走」 Pere Borrell del Caso,1874年

トロンプ・ルイユ（仏: Trompe-l'œil、騙し絵）とは、シュルレアリスムにおいてよく用いられた手法・技法である。ただし、シュルレアリスムに限って用いられるものではない。フランス語で「眼を騙す」を意味し、トロンプイユと表記されることもある。最近では解りやすく「トリックアート」と呼ばれる事もある。

## 歴史

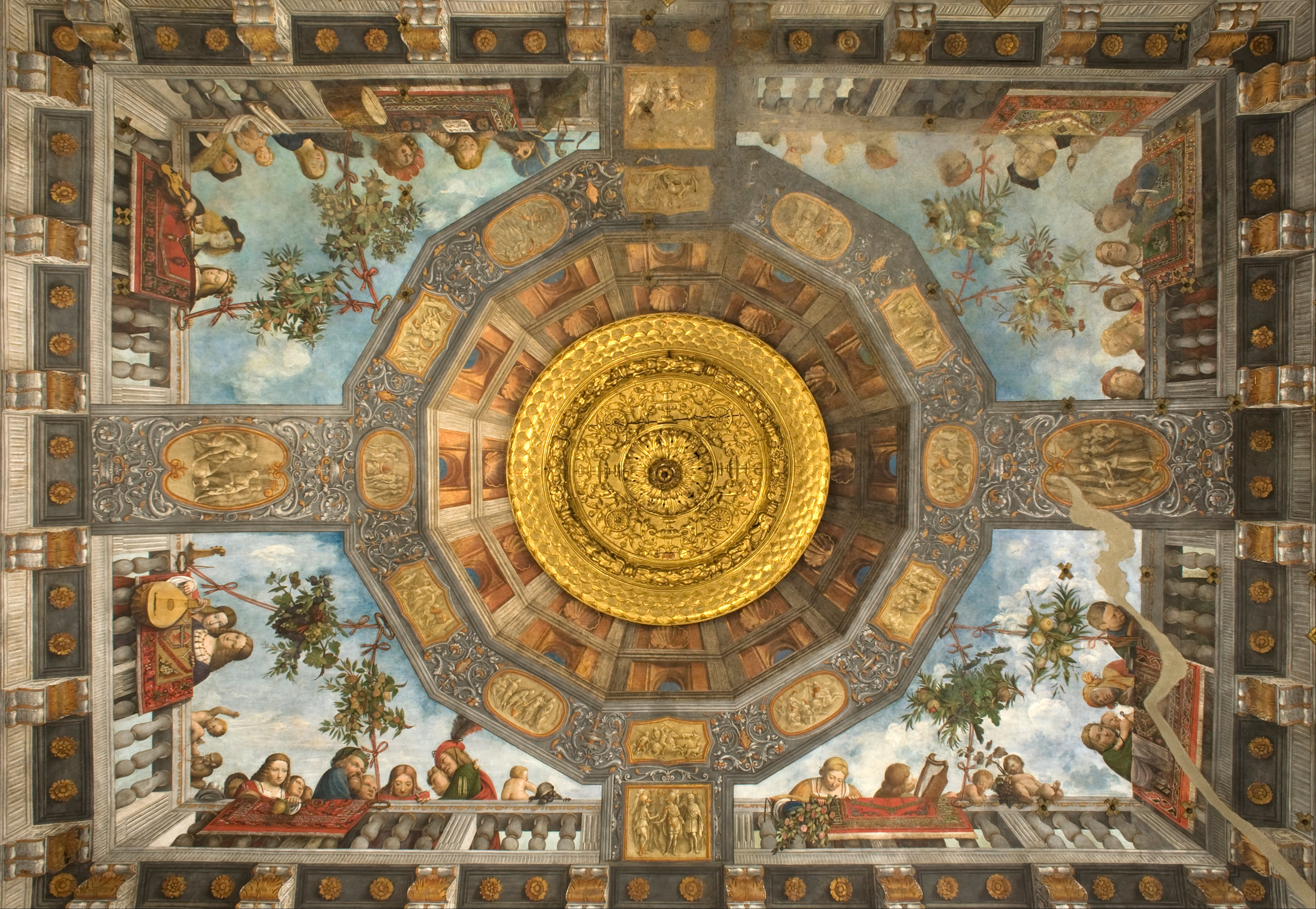
1503年から1506年に描かれた上の階から人々が見下ろしているかのようなフェラーラ国立考古学博物館の天井画。

このフレーズは、英語ではハイフンと合字なしで「だまし絵」と表現できる。Louis-Léopold Boillyは、1800年にパリのサロンでこの技法を使用した。 
トロンプ・ルイユの範疇に分類される様式はかなり広く、例えば次のようなものが挙げられる。
1. 壁面や床などに実際にはそこに存在しない扉や窓、人物、風景などを描き、あたかも存在するように見せかける作品
2. 見る者に現実と錯覚させることを意図して、絵画におけるリアリズムへの志向を極限まで推し進めた作品。17世紀のフランドルの画家、コルネリス・ノルベルトゥス・ヘイスブレヒツの作品や、19世紀後半のアメリカで、アメリカン・トロンプ・ルイユと呼ばれた、ウィリアム・ハーネットやジョン・ハバール、ジョン・フレデリック・ピートーといった画家の作品もトロンプ・ルイユの名前でよばれる。
3. 平面作品に物を貼り付けて、絵の一部が外に飛び出しているような作品
4. 3次元の現実ではありえない建築物を描いた作品（例えば、エッシャーの作品）
5. 人体や果物・野菜などを寄せ集めて人型に模した作品（例えば、アルチンボルドや歌川国芳の作品）。これは寄せ絵、はめ絵という。
6. 普通に見ると人間の顔に見えるがさかさまにしたり、向きを変えたりするとまったく別の物に見える作品（例えば、ルビンの壺）
7. 大きさや長さについて錯覚を起こさせるような作品

日本では福田繁雄の作品群がこの技法でもって知られている。

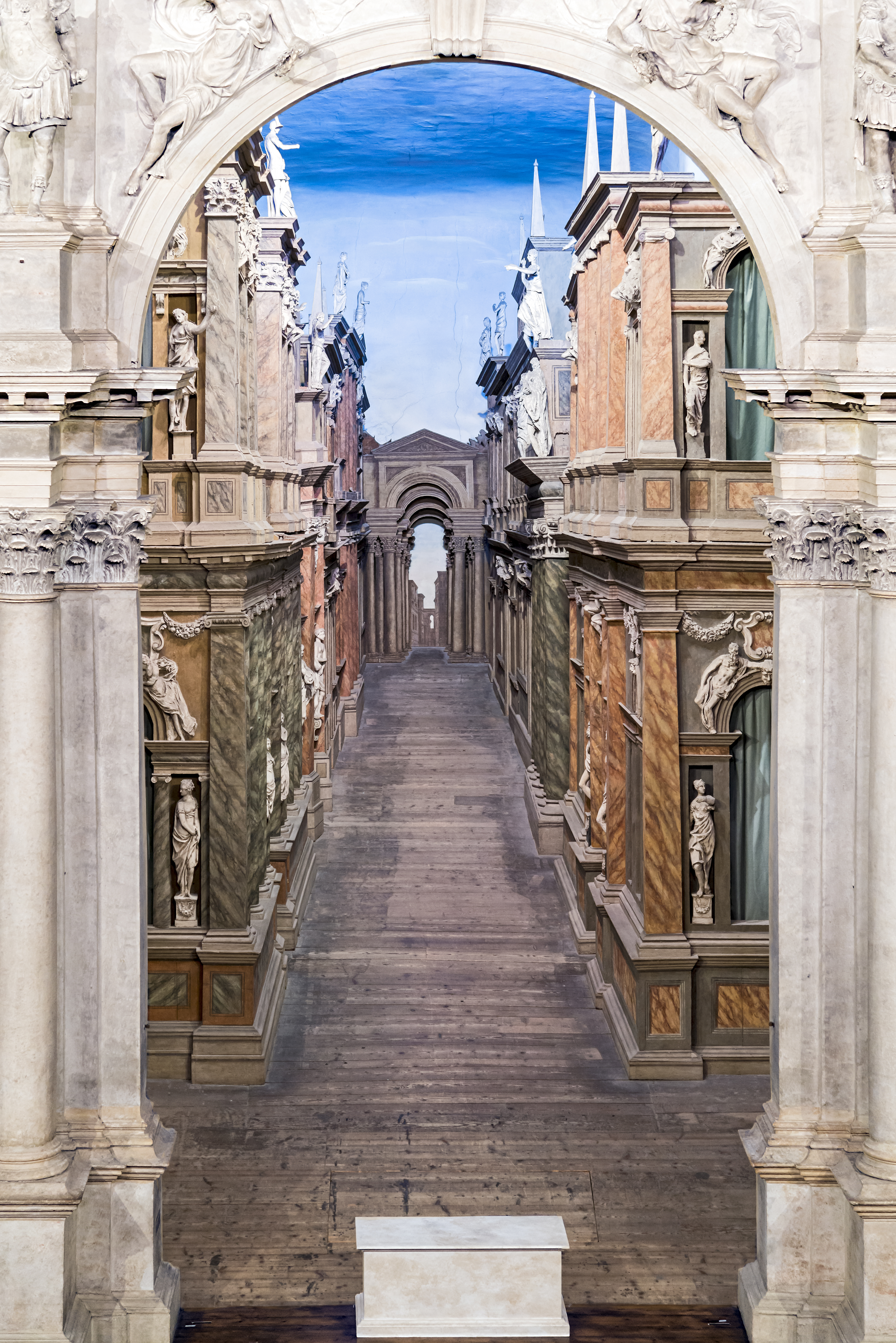
オリンピコ劇場（Teatro Olimpico,1585年完成, イタリア、ヴィチェンツァ）の舞台装置。門の奥に傾斜のついた先細りの通路を配し、実際の長さ以上に遠近感を演出している。

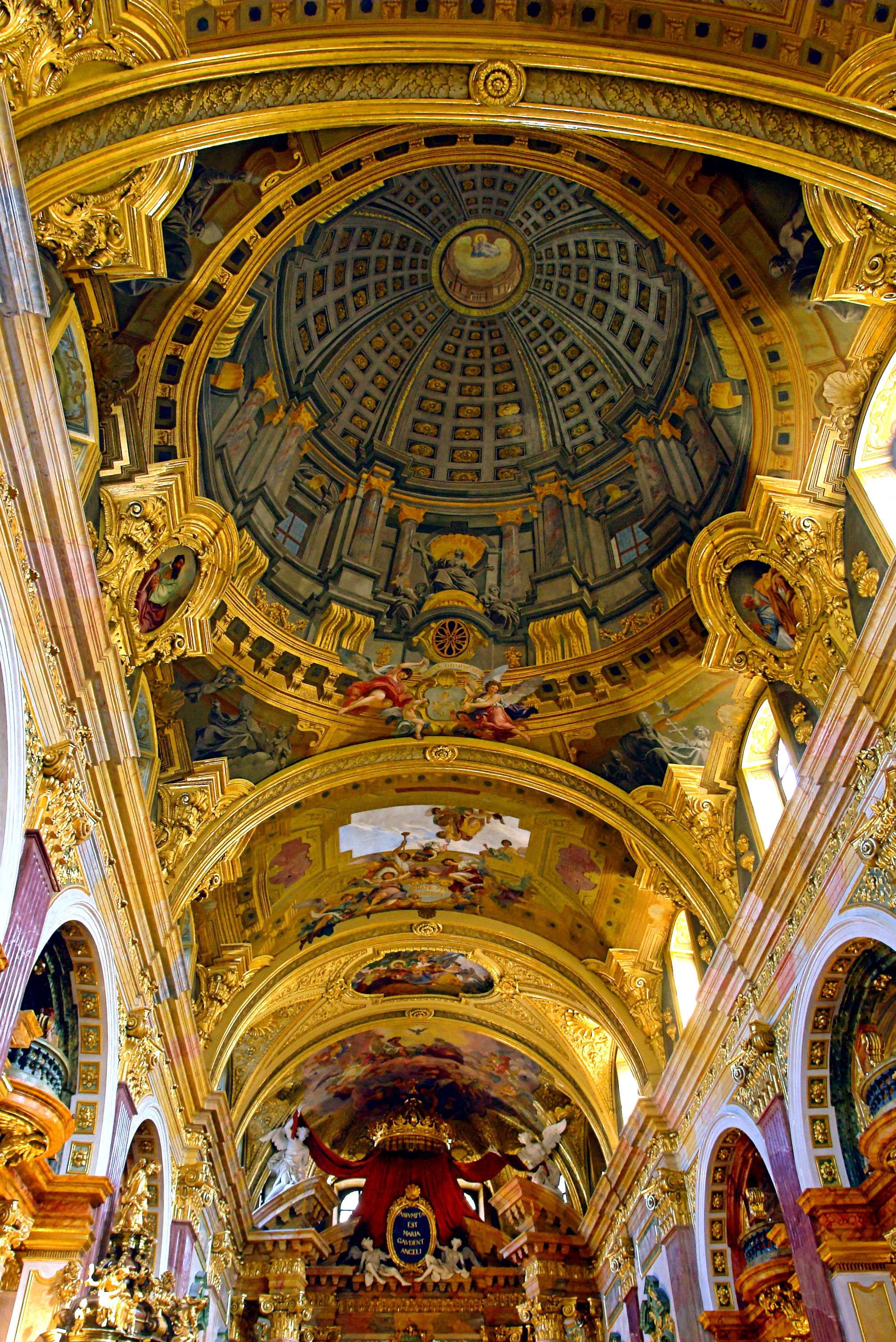
Andrea Pozzoによる教会（オリンピコ劇場Jesuit Church, オーストリア、ウィーン）の天井画。ドーム型に見える凹みは、遠近法とアナモルフォーシスを用いて天井の平面に描かれたもの。

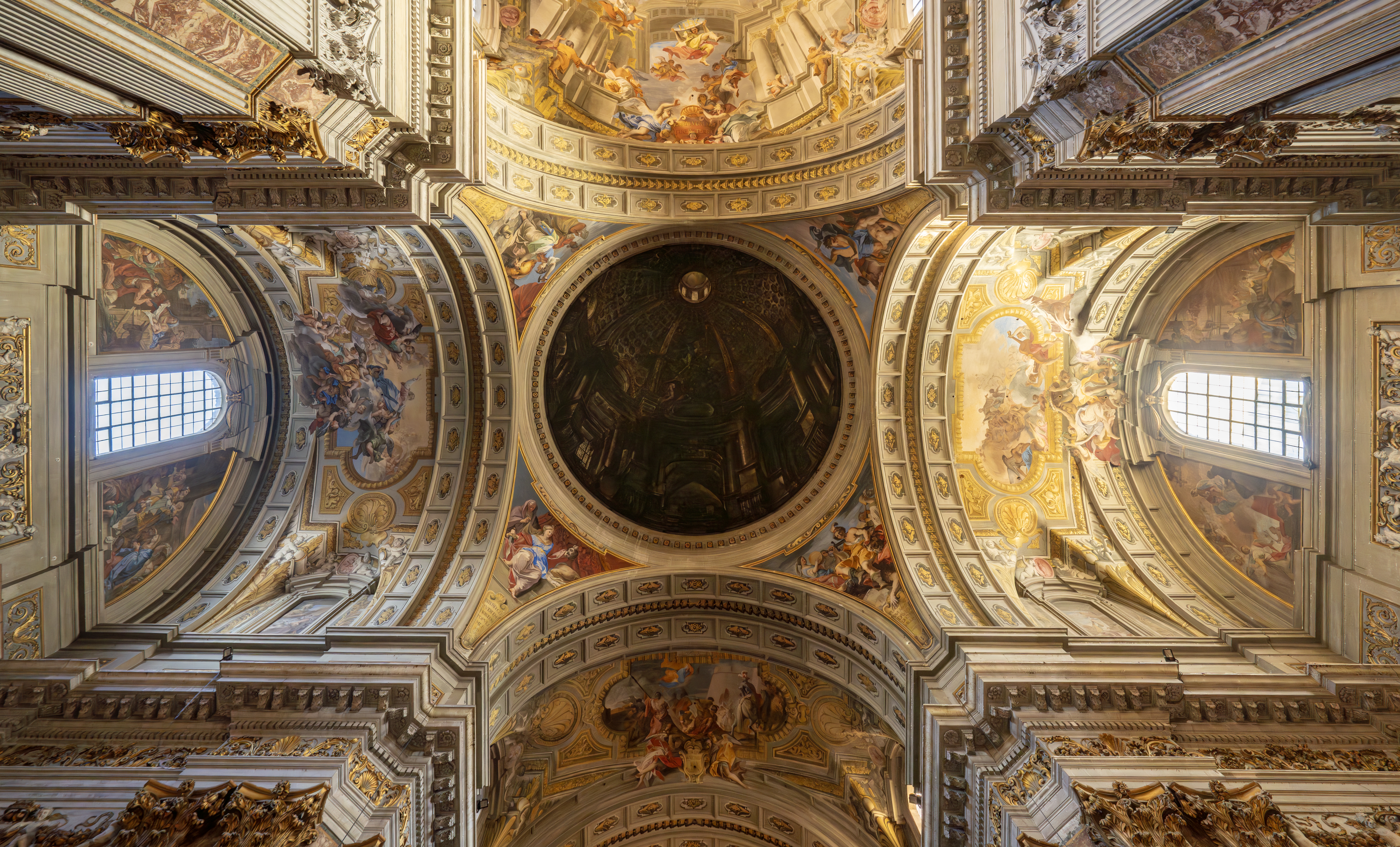
Andrea Pozzoによる上記と同様の天井画（Sant'Ignazio, イタリア、ローマ）を真下から見たところ。

トロンプ・ルイユは、以下のような目的で用いられる。
舞台美術における背景セット
演劇の舞台や映画の撮影スタジオなど、限られたスペースで劇中の空間を表現するための大道具には、古くからトロンプ・ルイユの技法を利用して実際以上に奥行きを感じさせる工夫がなされていた。
テーマパークの建造物にもこうした手法は取り入れられており、徐々に道幅を変えて距離を遠くまたは近く見せたり、建物の一階分の高さを上へ行くほど低くしてあおり感を大きくしたりしている。五重塔やお城が上層ほど小さくなっているのも、軽量化して建築の安定を確保するとともに、強化遠近法でより高く荘厳に感じられる効果を有している。
敷地の奥行きを広々と見せる
舞台装置に限らず日常生活の中でも、実際には存在しない奥行きを有るかのように見せるため、騙し絵的な装飾がなされることがある。部屋・廊下・庭などが狭い場合、人は心理的な圧迫感から実用の不便以上に不快に思いやすい。壁面に架空の奥行きを描くことで、そうした閉塞感が緩和され、ゆったりと感じられる。店舗の売り場や喫茶店など同じような座席・陳列台が並んでいるフロアで、壁面が鏡張りになっていたりするのも、室内の面積が倍増して感じられる一種のトロンプ・ルイユ効果を持っている。
また、壮大で複雑な装飾建築を実際に造ろうとすれば、多大な費用や労力を要する。精巧な絵によってこれらが実在するかのように平面に描けば、省力化が可能となる。壁紙や塗装で、大理石・木目・レンガなど実物とは異なる材質のように見せかけるものもある。
窓のない側の壁や、現実にはあまり景色の良くない窓面上に、あたかもリゾート地に立地しているかのような風光明媚な眺望を描く形式のイリュージョン・ペインティングも存在する。
純然たる娯楽
騙し絵の意外性を楽しむ芸術作品として観賞する。

## ギャラリー

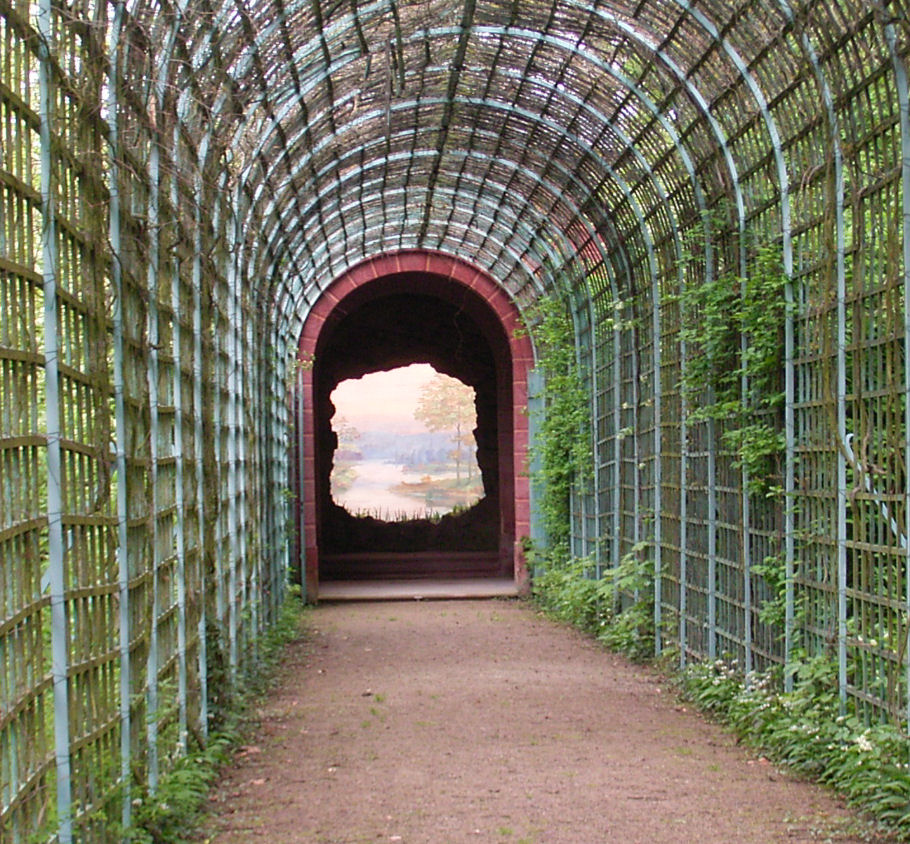
Ende der Welt トンネルの突き当たりに実在しない風景を描いた。ドイツ、バーデン・ヴュルテンベルク州シュヴェツィンゲン市
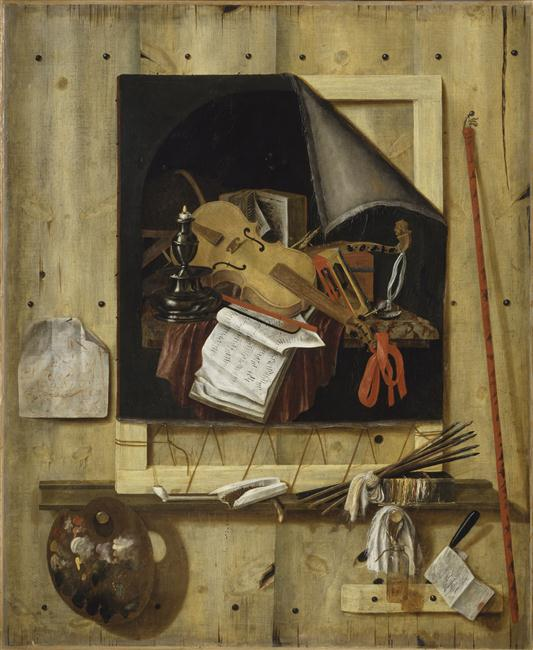
コルネリス・ノルベルトゥス・ヘイスブレヒツの作品
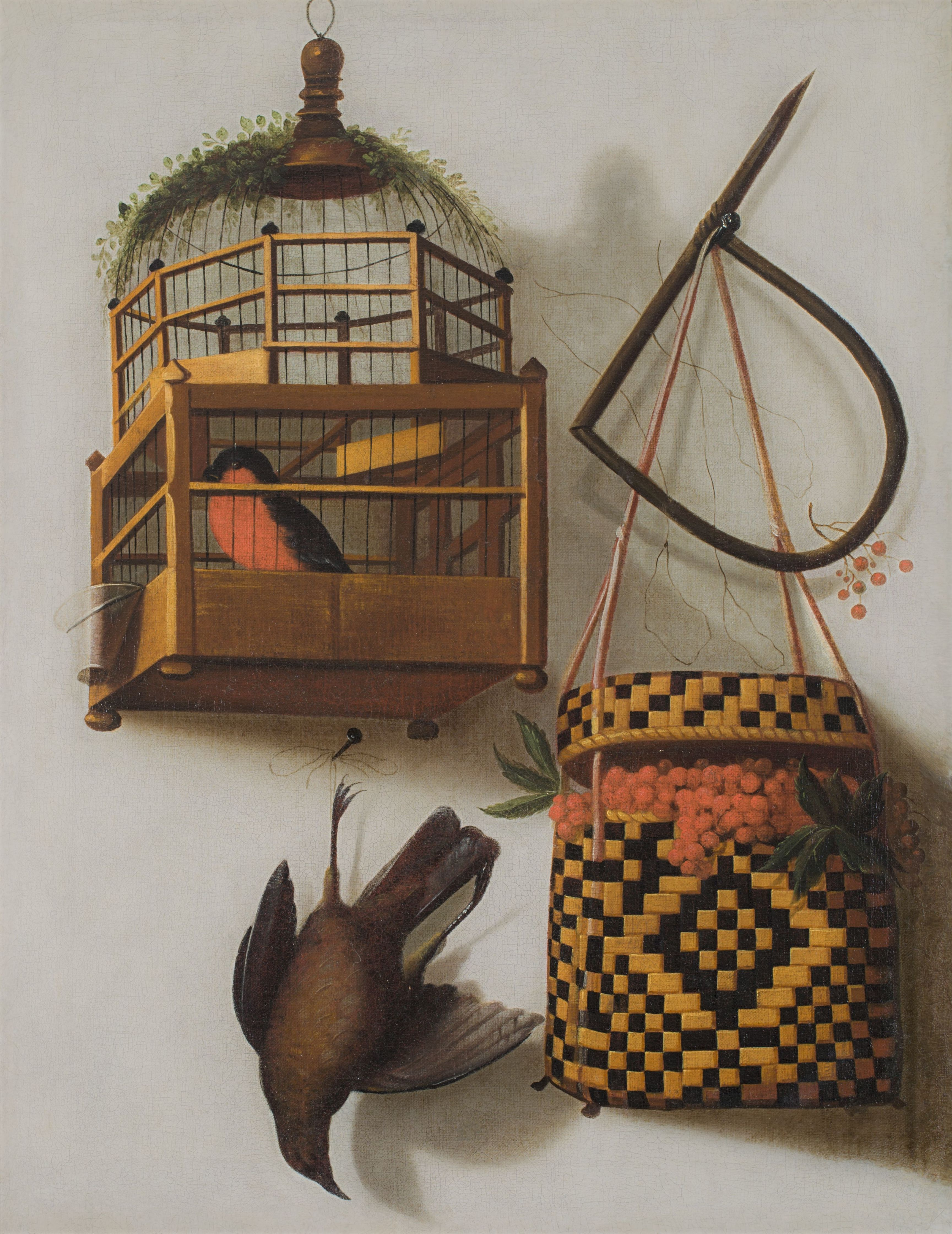
17世紀オランダのコルネリス・ビルティウスの作品
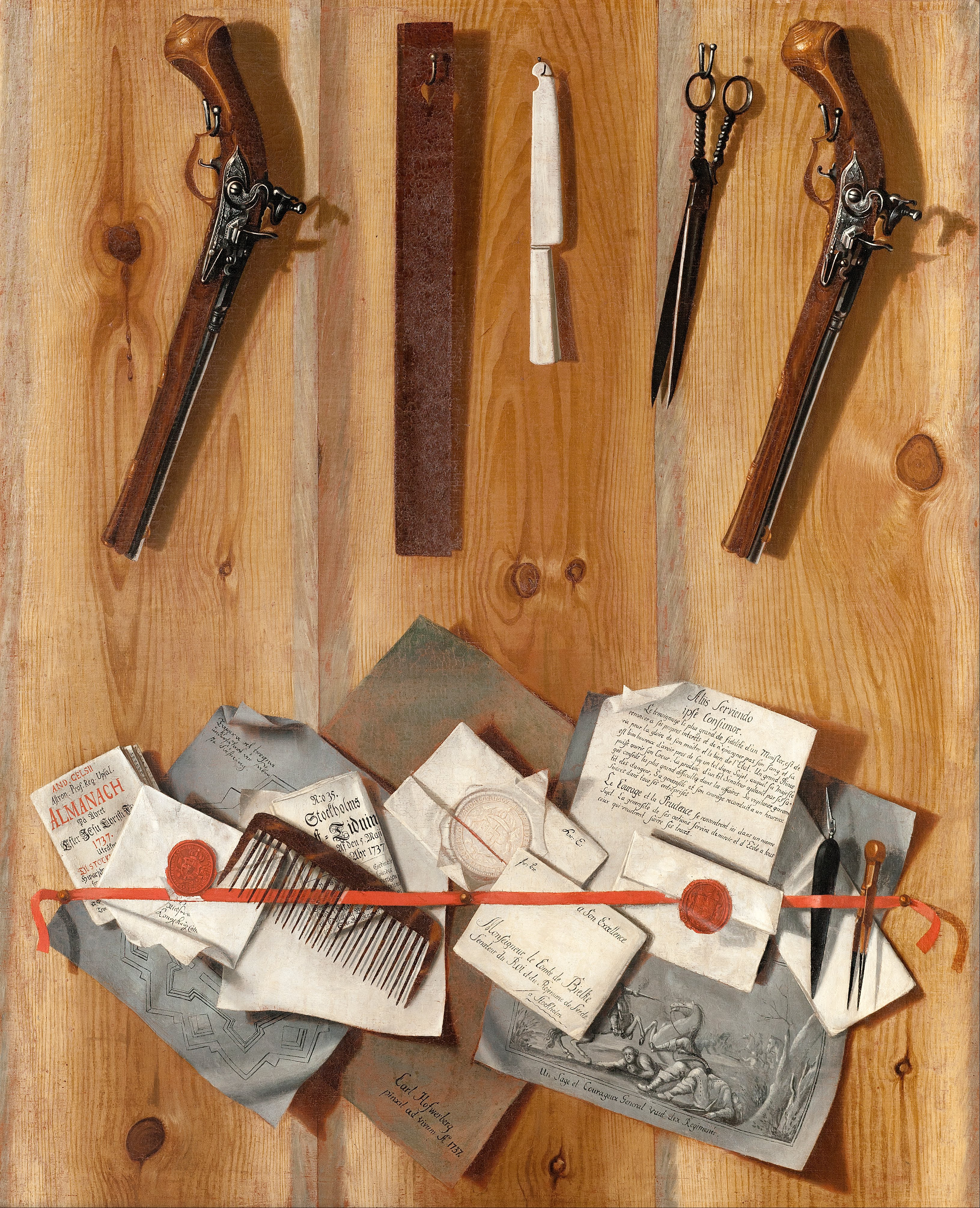
18世紀スウェーデンのカール・ホフワルベリの作品
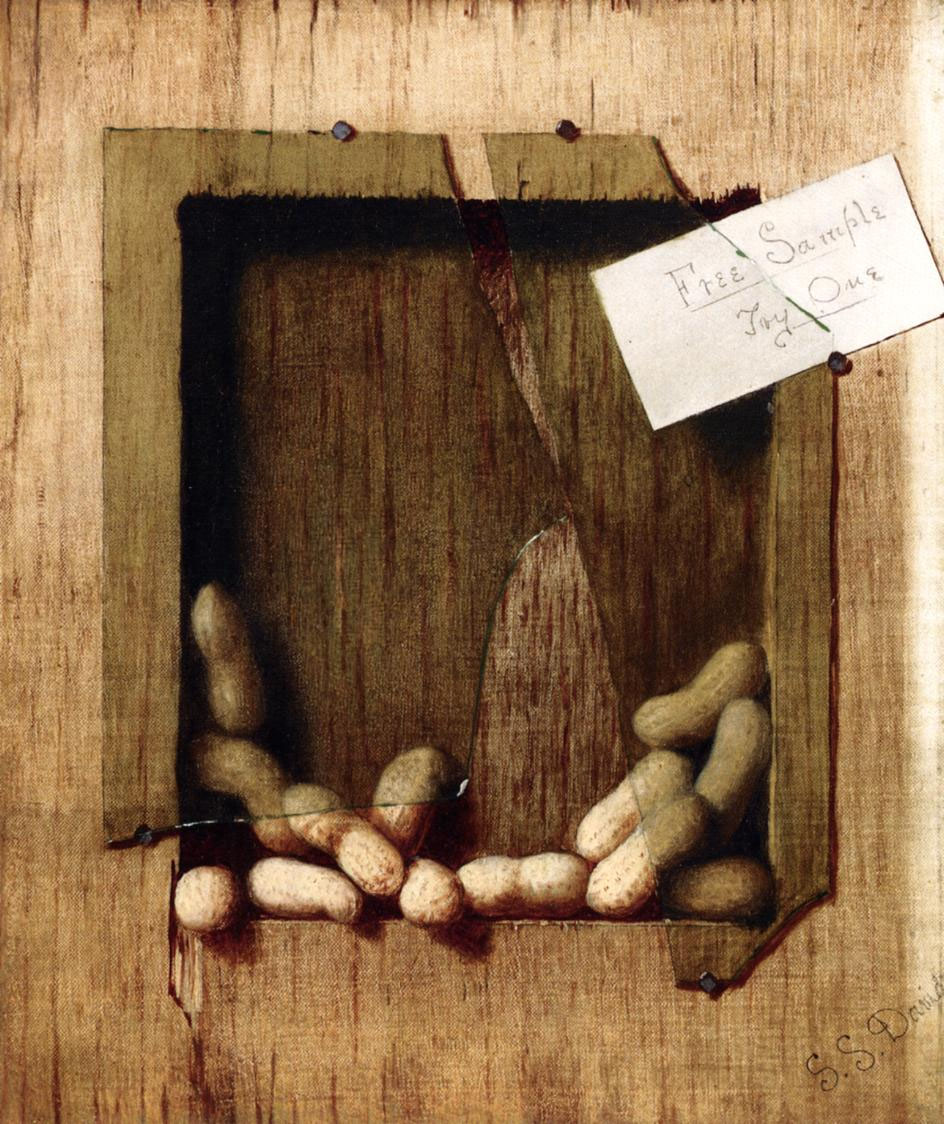
「試供品、食べてみて」 デー・スコット・エヴァンス(画)
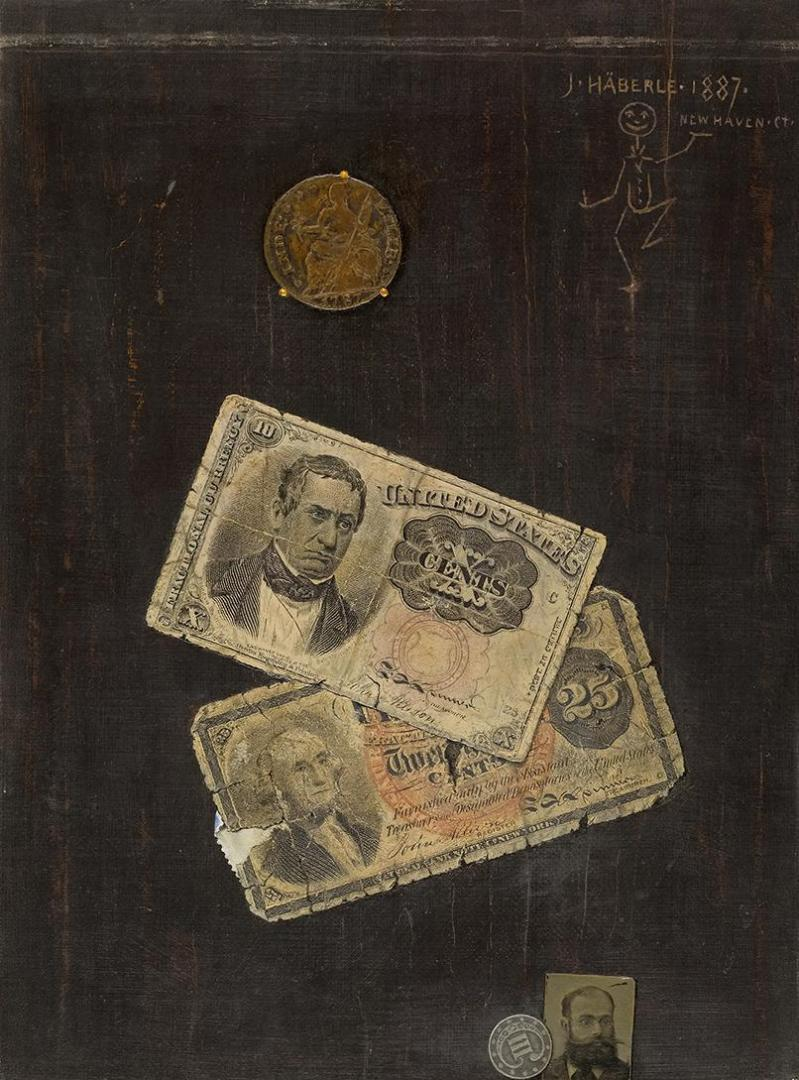
紙幣を描いたジョン・ハバールの作品
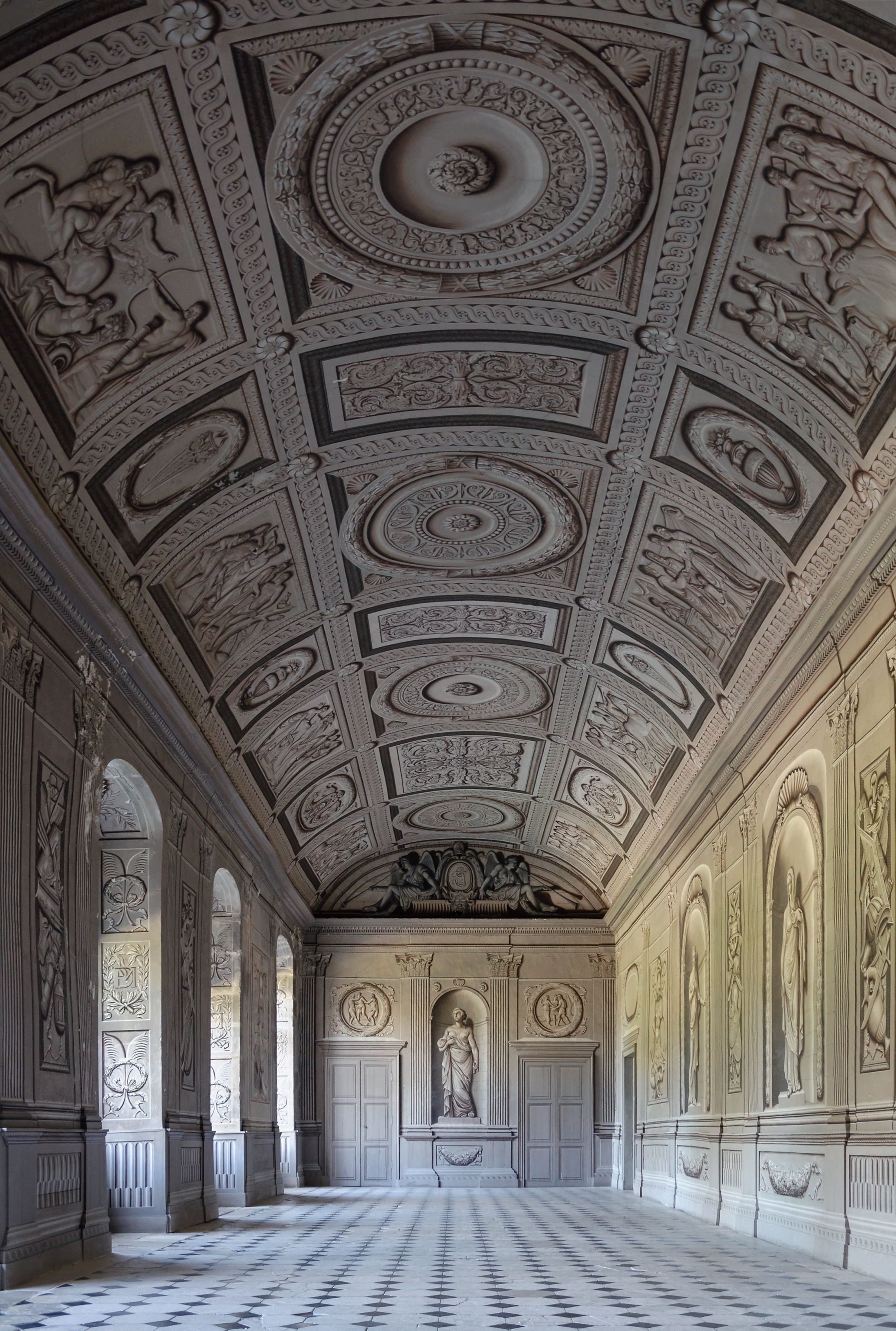
タンレ城（英語版）にある騙し絵